# Anders Østergaard (filminstruktør)
 Der er flere personer med dette navn, se Anders Østergaard.
Anders Høgsbro Østergaard (født 14. marts 1965 i København) er en prisbelønnet dansk filminstruktør og manuskriptforfatter, som især er kendt for sine meget anmelderroste portrætfilm om Henning Carlsen, Jan Johansson, Hergé og Gasolin', samt dokumentarfilmen Burma VJ. Anders Østergaard er musiksproglig student og uddannet ved Danmarks Journalisthøjskole i 1991.

## Karriere
Fra 1991-1996 arbejdede Anders Østergaard som tekstforfatter og strategisk rådgiver, med speciale i sociale og politiske kampagner, for reklamebureauet Jersild & Co. – sideløbende hermed var han researcher ved DR Dokumentar og Nordisk Film. Anders Østergaard var i perioden også tilknyttet Central Television London og TV 2s dokumentarprogram Fak2eren. I denne periode stod han bag en række dokumentarprogrammer til dansk tv med fokus på aktuelle samfundsforhold i ind- og udland.
Det er som portrættør Anders Østergaard især har markeret sig. I filmen Gensyn med Johannesburg fra 1996 portrætterer han Henning Carlsen med udgangspunkt i dennes film Dilemma fra 1962. I 1999 kom filmen Troldkarlen om den svenske jazzpianist Jan Johansson, som ikke bare gav ham prisen for Bedste Dokumentarfilm ved Odense Film Festival, men også banede vejen til, at han i 2003 kunne lave sit personlige og meget anmelderroste film Tintin og mig, der var et portræt af Tintins fader, den belgiske tegneserieskaber, Hergé.
I 2006 havde filmen Gasolin om rockgruppen Gasolin' premiere. Denne dokumentar om et stykke dansk rockhistorie blev hurtigt den mest sete dokumentarfilm i danske biografer og vandt filmprisen GuldDok.
I 2008 fik Anders Østergaard sin foreløbig største internationale succes med filmen Burma VJ, som skildrer forholdene i det Burma under opstanden i 2007 gennem unge undergrundsreporteres kameraer. Filmen har vundet en lang række af priser, herunder en pris på den prestigefyldte Sundance Film Festival.

## Filmografi

### Portræt- og dokumentarfilm
- 2014 – 1989 – en storpolitisk dokumentarfilm om jerntæppets fald.
- 2008 – Så kort og mærkeligt livet er – portræt af forfatteren Dan Turéll
- 2008 – Burma VJ: Reporter i et lukket land – en dokumentarfilm om forholdene i Burma, hovedsageligt bestående af aktivisters illegale optagelser.
- 2006 – Gasolin' – portræt af rockgruppen Gasolin'
- 2003 – Tintin og mig – portræt af Tintins skaber Hergé
- 1999 – Trollkarlen – portræt af jazzpianisten Jan Johansson
- 1996 – Gensyn med Johannesburg – portræt af filminstruktøren Henning Carlsen
- 1986 – Den, der finder, han søger

### Tv-produktioner
- 2004 – Magtens Billeder: Diplomatiets fortrop
- 2001 – Malaria
- 2001 – Brødre i Ånden
- 2000 – Fra asken i ilden
- 1994 – Den dobbelte mand
- 1993 – Vejen til Helvede
- 1993 – Et lys i mørket
- 1990 – Kaptajn Janssens Bror

## Priser
- 2008 – marts 2009 – I alt 14 danske og internationale priser for Burma VJ[1]
- 2006 – GuldDok for Gasolin
- 2005 – Bodilprisen for årets bedste danske dokumentarfilm for Tintin og mig
- 2004 – juryens specialpris på "HotDocs" i Toronto for Tintin og mig
- 2004 – bedste dokumentarfilm på Den Europæiske Dokumentarfilmfestival i Oslo for Tintin og mig
- 2003 – Prix Alsace Europe i Strasbourg for Tintin og mig
- 2003 – bedste korte dokumentarfilm på International Festival of Cinema and Technology i New York for Malaria
- 1999 – bedste dokumentarfilm ved Odense Filmfestival for Troldkarlen